# Laboutarie
Laboutarie – miejscowość i gmina we Francji, w regionie Oksytania, w departamencie Tarn.
Według danych na rok 1990 gminę zamieszkiwało 381 osób, a gęstość zaludnienia wynosiła 71 osób/km² (wśród 3020 gmin regionu Midi-Pireneje Laboutarie plasuje się na 691. miejscu pod względem liczby ludności, natomiast pod względem powierzchni na miejscu 1458.).